# فقد الذاكرة التقدمي
فقد الذاكرة التقدمي أو فقدان الذاكرة التقدمي (بالإنجليزية:Anterograde amnesia) هو فقدان القدرة على خلق ذكريات بعد الحدث الذي تسبب في فقدان الذاكرة ، مما يؤدي إلى عدم القدرة الجزئية أو الكلية على تذكر الماضي القريب، في حين أن الذكريات طويلة الأمد من قبل الحدث لا تزال سليمة، لكنه غير قادر على خلق ذكريات طويلة الأمد جديدة. وهذا هو عكس ما يحدث للمريض المصاب بفقدان الذاكرة الرجعي؛ حيث تُفقد الذكريات التي نشأت قبل الحدث بينما لا يزال من الممكن إنشاء ذكريات جديدة. يمكن أن يحدث كلاهما معًا في نفس المريض.  لا يزال فقدان الذاكرة التقدمي مرض غامض إلى حد كبير؛ لأن الآلية الدقيقة لتخزين الذكريات ليست مفهومة جيدا بعد، على الرغم من أنه من المعروف أن المناطق المعنية بتخزين الذكريات، هي مواقع معينة في الفص الصدغي ، وخاصة في الحصين القريبة من المناطق تحت القشرية في الدماغ.

## العلامات والأعراض
المصابون بمتلازمة فقد الذاكرة التقدمي، يعانون من درجات متفاوتة من   النسيان. وفي بعض الحالات المتقدمة والشديدة، قد يعاني المريض من فقد الذاكرة الرجعي جنبا إلى جنب مع فقد الذاكرة التقدمي؛  وهذا ما يسمى أحيانا بفقدان الذاكرة الشامل.
في حالة فقدان الذاكرة التي تسببها المخدرات، عادة ما تكون الحالة قصيرة ويتعافى منها المريض. في الحالات الأخرى التي  تم دراستها 
على نطاق واسع منذ أوائل السبعينات،  غالبا ما يصاب المرضى بضرر دائم. على الرغم من إمكانية بعض التعافي، اعتمادا على طبيعة الفيزيولوجيا المرضية. عادة ما تتبقى هناك قدرة على التعلم ولو أنها قد تكون بدائية جدا. في حالة فقدان الذاكرة التقدمي التام، المرضى يستطيعون تذكر ذكريات الأحداث قبل الإصابة، ولكن لا يستطيعون تذكر ذكرياتهم اليومية الحالية أو الحقائق الجديدة التي جاءت بعد وقوع الإصابة.
في معظم حالات فقدان الذاكرة التقدمي، يفقد المرضى الذاكرة التقريرية، أو تذكر الحقائق، لكنهم يتذكرون الذكريات الروتينية التي عادة ما نفعلها يوميا بدون وعي منا،  كطريقة ركوب الدراجة أو ربط الحذاء أو الرد على الهاتف،،، الخ  وهي ذكريات الذاكرة الإجرائية، ولكنهم مثلا قد لا يستطيعون تذكر ماذا أكلوا على غداء اليوم. وفي دراسات مكثفة لمريض بفقد الذاكرة التقدمي هو هنري مولاسون، تم إثبات أنه وبالرغم من أن فقدان ذاكرته منعه من تعلم ذكريات تقريرية جديدة، إلا أن ذاكرته الإجرائية كانت لا تزال قادرة على العمل وإن كانت قدرتها قد انخفضت بشكل كبير. حيث أعطيت له متاهة لحلها، كما أعطيت  لعدد من مرضى فقد الذاكرة التقدمي الآخرين، وأعطيت لهم نفس المتاهة ليحلوها يوميا، وبالرغم من أنهم لا يستطيعون تذكر المتاهة التي قدمت لهم في اليوم السابق لفقدهم الذاكرة؛ إلا أن ذاكرتهم اللاواعية كانت تعمل فقد قل وقت حلهم للمتاهة تدريجيا، من هذه النتائج، افترض العلماء أنه وبالرغم من عدم  وجود داكرة تقريرية (أي الذاكرة الواعية التي تتذكر المتاهة وحلها)  إلا أن الذاكرة الإجرائية كانت لا تزال قادرة على العمل (التعلم يتم دون وعي من خلال الممارسة). هذا يدعم فكرة أن الذاكرتين التقريرية والإجرائية تتواجدان  في مناطق مختلفة من الدماغ. بالإضافة إلى ذلك، يعاني المرضى من نقص في القدرة على تذكر السياق الزمني الذي تم فيه عرض الأشياء. يدعي بعض المؤلفين أن العجز في الذاكرة السياقية الزمنية أكثر أهمية من العجز في قدرة التعلم الدلالية  (موضح أدناه).

## الأسباب
هذا الاضطراب عادة ما يتم اكتسابه عن طريق واحدة من أربع طرق: أحد الأسباب هو أدوية  البنزوديازيبين  مثل الميدازولام, الفلونيترازيبام, لورازيبام, التيمازيبام, نيترازيبام
, والتريازولام, الكلونازيبام, ألبرازولام
, الديازيبام, والنيماتازيبام. والتي  تعرف جميعها بقوة التأثير في فقدان الذاكرة. وقد تم تسجيل هذا أيضًا في المهدئات غير البنزوديازبينية  أو " العقار Z "  التي تعمل على نفس المجموعة من المستقبلات، مثل الزولبيديم (المعروف أيضا باسم أمبين),إيزوبيكلون، زوبيكلون (المعروف أيضا الأسماء التجارية Imovane و Zimovane). السبب الثاني هو الإصابة الرضية  في الدماغ  والتي يكون الضرر فيها  عادة في  الحصين أو القشرة المحيطة. كما أن من الأسباب وقوع حدث صادم أو اضطراب عاطفي.
ومن الأسباب النادرة لمرض فقد الذاكرة التقدمي، التهاب الدماغ، هناك أنواع من التهاب الدماغ، مثل  التهاب الدماغ الهربسي البسيط  (HSV) ، والذي إذا ترك دون علاج يمكن أن يؤدي إلى التلف العصبي. سبب اكتساب  التهاب الدماغ الهربسي البسيط غير معروف؛ يظهر الفيروس ميلا لأجزاء معينة من الدماغ. في البداية، يتواجد  في القشرة الحوفية ثم قد ينتشر إلى الفصوص الأمامية والصدغية.  تلف مناطق معينة يؤدي  إلى تقليل أو إزالة القدرة على تشفير الذكريات الجديدة الواضحة، مما يؤدي إلى فقدان الذاكرة التقدمي بشكل تدريجي. يعاني  المرضى المصابون بفقدان الذاكرة التقدمي من ضعف أو تلف في الذاكرة العرضية أو الدلالية أو كلا النوعين من الذاكرة الواضحة (explicit memory)، بسبب الأحداث التي وقعت بعد الصدمة التي تسببت في فقدان الذاكرة.  هذا يشير إلى أن تدعيم الذاكرة لأنواع مختلفة من الذاكرة يحدث في مناطق مختلفة من الدماغ. على الرغم من هذا، لا تزال المعرفة الحالية بالذاكرة البشرية غير كافية لرسم خرائط الدماغ واكتشاف أي الأجزاء أو الفصوص مسؤول عن المعرفة الدلالية أو العرضية داخل ذاكرة الإنسان.
وقد يتسبب في حدوث فقدان الذاكرة التقدمي وقوع مرض  يؤثر على مراكز الذاكرة في الفص الصدغي الإنسي(medial temporal lobe) ويعمل ذلك المرض على إزالة بعض دارات الذاكرة أو مراكزها، من تلك الحالات بعض المرضى المصابين بنوبة الصرع ذات المنشأ الفصي الصدغي الإنسي والتي قد تزيل مركزا في أحد نصفي الرأس أو كليهما، بالإضافة للمرضى الذين يعانون من  الأورام وقد خضعوا لعمليات جراحية، ففي كثير من الأحيان قد يحدث ضرر كبير لهذه المراكز بسبب دمار يحدث في بعض أجزاء النظام مثل الحصين و القشرة المحيطة بها فتؤدي إلى فقد الذاكرة التقدمي.  ولهذا فالناس المعانون من السكتات الدماغية قد تكون فرصة نمو عجز إدراكي لديهم  موصل لفقدان الذاكرة التقدمي كبيرة، حيث أن السكتات الدماغية قد تشمل الفص الصدغي والقشرة الصدغية
 وحيث أن القشرة الصدغية هي مكان وجود الحصين، ففرصة الإصابة لديهم كبيرة. 

### التسمم الكحولي
فقدان الذاكرة التقدمي  يمكن أيضا أن يكون بسبب التسمم الكحولي، وهي ظاهرة معروفة باسم التعتيم أو فقدان الوعي الناتج عن الكحول. تشير الدراسات إلى أن الارتفاعات السريعة في تركيز الكحول في الدم خلال فترة زمنية قصيرة من الوقت تعوق بشدة أو في بعض الحالات تمنع قدرة الدماغ على نقل الذكريات قصيرة المدى التي تم إنشاؤها خلال فترة التسمم إلى الذاكرة طويلة المدى للتخزين واسترجاعها في وقت لاحق. تنتج هذه الارتفاعات السريعة عن شرب كميات كبيرة من الكحول في فترات زمنية قصيرة، خاصة على معدة فارغة، حيث أن تخفيف الكحول عن طريق الطعام يؤدي إلى إبطاء امتصاص الكحول. يرتبط فقدان الذاكرة التقدمي المرتبط بالكحول ارتباطًا مباشرًا بمعدل استهلاك الكحول (وغالبًا ما يكون مرتبطًا بشرب الكحول بكميات ضخمة) ، وليس فقط إجمالي كمية الكحول المستهلكة في حلقة شرب. في تجربة علمية وجد أن  الأشخاص  قد لا يعانون من فقدان الذاكرة عند الشرب ببطء، على الرغم من كونهم كانوا قد أصبحوا  مخمورين  بشدة في نهاية التجربة. لكن عندما يتم استهلاك الكحول بمعدل سريع، فإن النقطة التي من المفترض أن تبدأ عندها عملية إنشاء الذاكرة طويلة لدى الأصحاء تكون فاشلة لديهم.
من الصعب تحديد المدة الدقيقة للوصول لفترة  التعتيم هذه، لأن معظم الناس يغفو قبل الانتهاء إليها. عند العودة إلى حالة الرزانة، عادة بعد الاستيقاظ، يتم استعادة القدرة على خلق الذكريات طويلة الأمد  تماما.
إدمان الكحول المزمن غالبا ما يؤدي إلى نقص  الثيامين (فيتامين ب1) في الدماغ، مما يتسبب بمتلازمة كورساكوف، اضطراب عصبي  عادة ما يسبقه حالة عصبية حادة  تعرف باسم الاعتلال الدماغي الفيرنيكي
. إن ضعف الذاكرة الذي تسببه  متلازمة كورساكوف في الغالب يؤثر على الذاكرة التقريرية ، ويترك  الذاكرة غير التقريرية (الإجرائية) غالبا في حالة طبيعية نسبيا. وهو ما يميز فقدان الذاكرة التقدمي الناشئ من متلازمة كورساكوف عن الحالات الأخرى مثل الخرف المرتبط بالكحول. ولا تزال التجارب العلمية مستمرة لمعرفة مدى تأثر أنواع الذاكرة مع بعضها، وتأثير الاضطربات عليها.

## الفيزيولوجيا المرضية
تختلف الفزيولوجيا المرضية لمتلازمة فقد الذاكرة التقدمي باختلاف مقدار الضرر ومناطق الدماغ التي تضررت. أكثر المناطق الدماغية المرتبطة بفقد الذاكرة التقدمي هي: الفص الصدغي الإنسي (MTL)، قاعدة الدماغ الأمامي (Basal forebrain)، والقبو(fornix).
لا تزال العملية الدقيقة التي تشرح كيفية تذكرنا - بشكل مفصل - لغزا. ولا يزال علماء النفس والأعصاب غير متفقين كليًا حول ما إذا كان النسيان ناتج عن ترميز خاطئ أو نسيان متسرع أو خلل في الاسترجاع، على الرغم من أن قدراً كبيراً من المعلومات إلى الآن تشير إلى فرضية الترميز.
بالإضافة إلى ذلك، فإن علماء الأعصاب يختلفون أيضًا حول طول الفترة الزمنية التي ينطوي عليها دمج الذاكرة وتحويل الذكريات الجديدة لذكريات طويلة الأمد. على الرغم من أن معظم الباحثين، وجدوا أن عملية الدمج تتم في عدة ساعات يتم خلالها الانتقال من حالة هشة إلى حالة أكثر ديمومة للذكريات، بينما يفترض آخرون، بما في ذلك براون، أن دمج الذاكرة يمكن أن يستغرق عدة أشهر أو حتى سنوات في عملية مطولة للدمج والتعزيز.
مزيد من البحث في طول وقت دمج الذاكرة، سيسلط مزيدًا من الضوء على سبب تأثير فقدان الذاكرة التقدمي على الذكريات المكتسبة بعد الحدث الذي تسبب في فقدان الذاكرة، وبنفس الوقت سبب عدم تأثيرها على الذكريات الأخرى.

### الفص الصدغي الإنسي

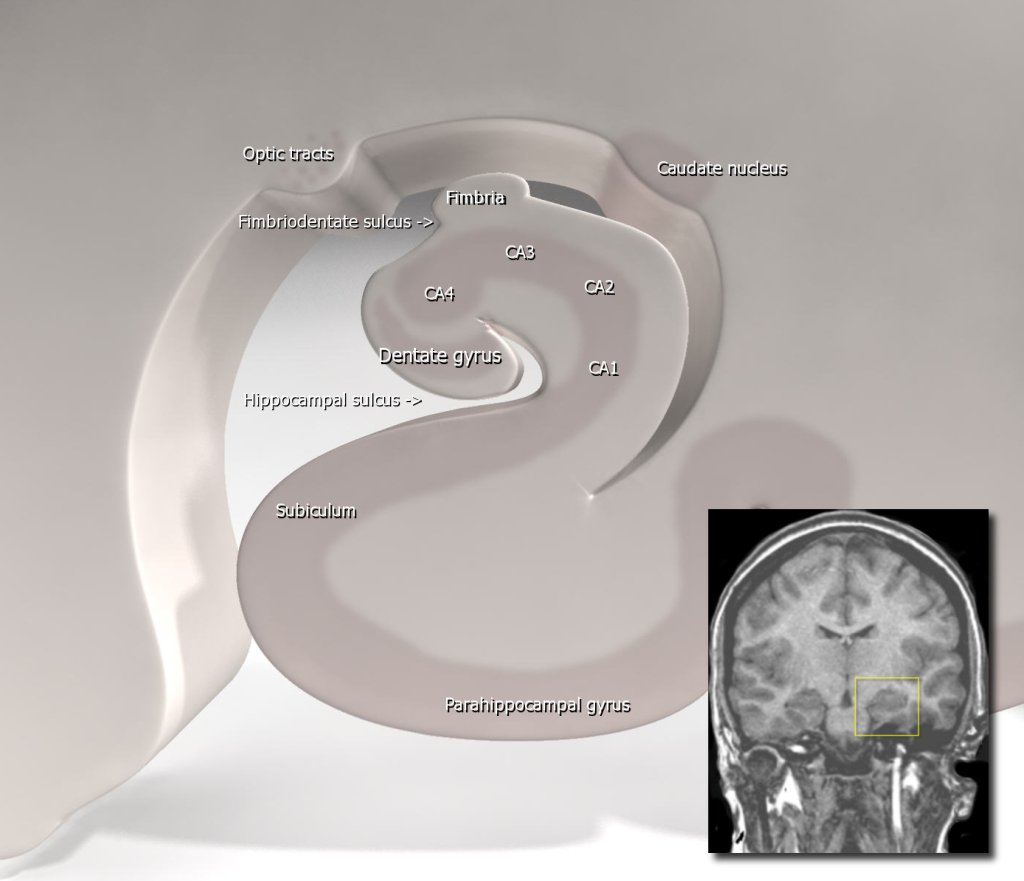
قرن آمون (الحصين)

يحتوى نظام الذاكرة في الفص الصدغي الإنسي على: الحصين (CA fields،التلفيف المسنن dentate gyrus، العقدة المرفدية subicular complex)،القشرة المحيطة بالأنف (Perirhinal cortex)، القشرة الشمية الداخلية (entorhinal cortex)، والقشرة المجاورة للحصين. والتي تعرف بأنها مهمة للتخزين والمعالجة في الذاكرة التقريرية، مما يسمح باسترجاع الحقائق. كما أنها مهمة في التواصل مع القشرة المخية الحديثة وذلك لإنشاء وصيانة الذكريات طويلة الأجل، مع أن وظائفها المعروفة مستقلة عن الذكريات طويلة الأجل. من ناحية أخرى فإن الذاكرة غير التقريرية،والتي تسمح بأداء مختلف المهارات والعادات، ليست جزءا من نظام الذاكرة في الفص الصدغي الإنسي. حيث وأن تقسيم العمل بين أجزاء نظام إدارة الذكريات هم القائم وفقا للمعلومات الحالية، على الرغم من أن هذا لا يزال قيد المناقشة.
في دراسة علمية على القرود، ظهر للباحثين أن القرود المصابين بضرر في كل من منطقة قرن آمون(الحصين) والمناطق القشرية المجاورة لها، كانت أكثر شدة في الإصابة بفقدان الذاكرة التقدمي من القرود التي أصيبت بأضرار في منطقة الحصين فقط. ومع ذلك، تشير بيانات متضاربة في دراسة أولية أخرى إلى أن كمية الأنسجة المتضررة لا ترتبط بالضرورة مع شدة فقدان الذاكرة. علاوة على ذلك، لا تشرح نتائج الدراسات، الثنائية الموجودة في نظام ذاكرة الفص الصدغي الإنسي بين الذاكرة العرضية والذاكرة الدلالية والعلاقة بينهما.
اكتشاف مهم في مرضى فقد الذاكرة التقدمي مع تلف في نظام الذاكرة الفصي الصدغي الإنسي، هو ضعف الذاكرة في جميع الطرائق الحسية - الصوت واللمس والشم والذوق والبصر. هذا يعكس حقيقة أن نظام الذاكرة الفصي الصدغي الإنسي هو معالج لجميع الطرائق الحسية، ويساعد على تخزين هذا النوع من الأفكار في الذاكرة. بالإضافة إلى ذلك، يمكن أن يتذكر الأشخاص في كثير من الأحيان كيفية أداء المهام البسيطة نسبيًا (في زمن 10 ثوانٍ تقريبا) ، ولكن عندما تصبح المهمة أكثر صعوبة، حتى على نفس النطاق الزمني، يميل المريض إلى النسيان. يوضح هذا صعوبة فصل مهام الذاكرة الإجرائية من الذاكرة التقريرية؛ وأنه من الممكن استخدام بعض عناصر الذاكرة التقريرية في تعلم المهام الإجرائية.
إن مرضى فقد الذاكرة الفصي الصدغي الإنسي، الذين يعانون من أضرار موضعية في الحصين يحتفظون بقدرات إدراكية أخرى، مثل القدرة على أداء وظائف مجتمعية ذكية، أو إجراء محادثة، أو تنظيم السرير، إلخ. بالإضافة إلى ذلك، مريض فقدان الذاكرة التقدمي الغير مرتبط بحدوث اضطرابات ارتدادية (تلف موضعي لنظام الفص الصدغي الإنسي ) يحتفظ بذكريات ما قبل الحدث المسبب للمرض. ولهذا السبب، لا يعد الفص الصدغي الإنسي مكانا لتخزين كل الذكريات ؛ هناك مناطق أخرى في الدماغ أيضا تخزين الذكريات. فيمكن القول أن نظام الذاكرة الفصي الصدغي الإنسي هو المسؤول عن تعلم المواد الجديدة وتذكرها.

### أنظمة ذاكرة أخرى
لوحظ في عدد محدود من حالات مرضى فقد الذاكرة التقدمي، أنهم يعانون من أضرار لحقت بأجزاء أخرى من الدماغ أدت إلى فقدان الذاكرة التقدمي. وقد لاحظ إيستون وباركر أن الضرر الذي لحق إما بالحصين أو القشرة المحيطة به أو كليهما، لا يبدو أنه يؤدي إلى فقدان الذاكرة الحاد. واقترحوا أن الضرر في الحصين والهياكل المحيطة به وحده لا يفسر فقدان الذاكرة الذي رأوه في المرضى، و أن زيادة الضرر في تلك المناطق، لا يرتبط بها شدة درجة المرض. علاوة على ذلك، المعلومات المتاحة لا تشرح الثنائية الموجودة في نظام ذاكرة الفص الصدغي الإنسي بين الذاكرة العرضية والذاكرة الدلالية والعلاقة بينهما.
ولإثبات فرضيتهم، استخدموا عينات من المرضى المصابين مع تلف في الدماغ الأمامي القاعدي. واقترحوا أن الخلل في الخلايا العصبية التي تنشأ في قاعدة الدماغ الأمامي (Basal forebrain) وتسير حتى الفص الصدغي الإنسي، هي المسؤولة عن بعض الضعف في فقدان الذاكرة التقدمي. كما أفاد ايستون وباركر بأن فحوصات التصوير بالرنين المغناطيسي للمرضى الذين يعانون من فقدان الذاكرة التقدمي الحاد أظهرت أضراراً تتجاوز المناطق القشرية المحيطة بالحصين واللوزة الدماغية (وهي منطقة من الدماغ تشارك في العواطف) والمادة البيضاء المحيطة بها (المادة البيضاء في المخ تتكون من المحاور، والزوائد الطويلة البارزة من أجسام الخلايا العصبية).
في حالة أخرى، وصفت بداية فقدان الذاكرة التقدمي بكونها نتيجة لموت الخلايا في القبو الدماغي ، وهي بنية تنقل المعلومات من قرن آمون إلى هياكل الجهاز الحوفي و الدماغ البيني.
لم يظهر المريض في هذه الحالة أي متلازمة انقطاع، وهو أمر غير متوقع؛ لأن الهياكل مقسمة في نصفي الدماغ ( كلا جانبي الدماغ قادر على التواصل). بدلا من ذلك، ظهرت علامات فقدان الذاكرة. تم التشخيص النهائي للحالة بواسطة التصوير بالرنين المغناطيسي. هذه الحالة الخاصة من فقدان الذاكرة التقدمي، يصعب تشخيصها كفقدان ذاكرة، وغالبا ما تشخص خطأ من قبل الأطباء على أنها اضطراب نفسي حاد.

## تنظيم الذاكرة
عندما يكون هناك اعتلال أو ضرر في الفص الصدغي الإنسي بجانب واحد مع بقاء الآخر سليما، فهناك فرصة لأداء وظائف طبيعية أو شبه طبيعية للذاكرة. اللدونة العصبية تشرح قدرة القشرة على إعادة رسم خارطتها عند الضرورة. يمكن أن تحدث عملية إعادة التشكيل في حالة مثل الحالة أعلاه، ومع الوقت، يمكن للمريض أن يتعافى نسبيا ويصبح أكثر مهارة في التذكر.
يصف تقرير حالة تم فيها إزالة الفصين الصدغيين الإنسيين لمريضة التالي، في البداية قام الأطباء بإزالة جزء من الفص الصدغي الإنسي في الجهة اليمنى، بسبب نشوء نوبات من تلك المنطقة، بعد ذلك تم إزالة الجزء الأيسر بسبب نشوء ورم هناك. هذه الحالة فريدة؛ لأنها الوحيدة التي تم فيها إزالة جانبي الفص الصدغي الإنسي في أوقات مختلفة. لاحظ الباحثون أن المريضة استطاعت أن تسترد بعض القدرة على التعلم عندما كان لديها فص صدغي واحد، لكنهم لاحظوا تدهور الحالة بشكل كبير عند إصابة جانبي الفص الصدغي الإنسي.
القدرة على إعادة تنظيم وظائف الدماغ لمرضى الصرع، لم يتم التحقق منه بشكل كبير، ولكن نتائج التصورات الحالية تظهر أنه من المحتمل القيام به.

## إعادة التأهيل
تستخدم طرق مختلفة لعلاج أولئك الذين يعانون من فقدان الذاكرة التقدمي. في كثير من الأحيان يتم الاعتماد على الأساليب المرتكزة على التقنيات التعويضية، مثل أجهزة التنبيه، أو الملاحظات المكتوبة، أواليوميات أو من خلال برامج التدريب المكثفة التي يكون للفرد المعني بالعلاج فيها مشاركة فعالة، إلى جانب الشبكة الداعمة له من العائلة والأصدقاء. ومن هذا المنطلق، يتم استخدام تقنيات التكيف البيئي، مثل: أساليب التعليم التعويضية للتدريب (التمرين)، والاستراتيجيات التنظيمية، والتصوير التعبيري وتمثيل الأفكار، والتعليم اللفظي. بالإضافة إلى ذلك، تُستخدم تقنيات أخرى أيضًا في إعادة التأهيل ، مثل: المهام الضمنية ، والكلام وأساليب تحسين الذاكرة. حتى الآن ، ثبت أن استخدام أساليب التعليم والاستراتيجيات التعويضية لاضطرابات الذاكرة فعال في الأفراد الذين يعانون من إصابات طفيفة في الدماغ. بالنسبة للأفراد المصابين بإصابات متوسطة أو بالغة ، فإن الأساليب المفيدة ولو بشكل نسبي هي تلك التي ترتكز على المساعدات الخارجية، مثل استخدام التذكيرات لتسهيل الحصول على معرفة معينة أو اكتساب مهارة ما. كما يتم أخذ أساليب التوجه الواقعي بعين الاعتبار، وهي الأساليب التي يكون الغرض منها تعزيز إدراك المريض بالبيئة المحيطة به، باستخدام التحفيز وتكرار معلومات الإدراك الأساسية. يتم تطبيق هذه التقنيات بانتظام في المرضى الذين يعانون في المقام الأول من مرض الخرف ومرضى الإصابات الرأسية.

## الفروق

### الفروق بين نوعي الذاكرة التقريرية؛ العرضية والدلالية في فقد الذاكرة التقدمي
كما هو موضح أعلاه ، المرضى الذين يعانون من فقدان الذاكرة التقدمي، يعانون بشكل كبير من النسيان. يمكن تقسيم الذاكرة التقريرية إلى ذاكرة عرضية ودلالية. الذاكرة العرضية هي تذكر لمعلومات في سيرة الشخص الذاتية مع سياق زمني ومكاني ، في حين أن الذاكرة الدلالية تتضمن استدعاء معلومات وحقائق بدون مثل هذا الارتباط ، كحقائق في علوم اللغة، التاريخ، الجغرافيا، إلخ. على سبيل المثال، تحتوي الذاكرة الدلالية على معلومات حول ما هي القطط، في حين أن الذاكرة العرضية قد تحتوي على ذاكرة محددة حول ملاعبة قطٍ معين.
في دراسة حالة لفتاة مصابة بفقدان الذاكرة التقدمي منذ الطفولة ، وجد أن المريضة احتفظت بالذاكرة الدلالية في حين عانت من ضعف شديد في الذاكرة العرضية.
أحد المرضى ، المعروف باسم "جين"، تعرض لحادث دراجة نارية، أحدث أضرارًا كبيرة في أجزاء مهمة في الفصين الأمامي والصدغي، بما في ذلك الحصين الأيسر. ونتيجة لذلك ، لا يستطيع أن يتذكر ذكريات عرضية محددة في حياته، مثل خروج قطار عن القضبان بالقرب من منزله. ومع ذلك، فإن الذاكرة الدلالية سليمة لديه. فهو يتذكر أنه يمتلك سيارة ودراجتين ناريتين ، ويمكنه حتى أن يتذكر أسماء زملائه في المدرسة.
في حالة تناقض بشكل صارخ الحالات السابقة، فقدت امرأة الجزء الأمامي من الفص الصدغي بسبب التهاب الدماغ، وفقدت ذاكرتها الدلالية؛ فقد فقدت ذاكرتها العديد من الكلمات البسيطة، والأحداث التاريخية، وغيرها من المعلومات البديهية المصنفة كذكريات تخزن في الذاكرة الدلالية. ومع ذلك، كانت ذاكرتها العرضية سليمة؛ فقد كان بإمكانها تذكر أحداث من حياتها الشخصية بتفاصيل كبيرة، مثل حفل زفافها وموت والدها.
فيكاري قال أنه لا يزال من غير الواضح ما إذا كانت الدوائر العصبية المشاركة في الذاكرة الدلالية والعرضية تتداخل مع بعضها جزئيا أو كليا، أم لا. ويفترض أن النظامين مستقلين، وتم افتراض تضرر الذاكرة العرضية في فقدان الذاكرة التقدمي بشكل أكبر من الدلالية بكثير، ومع ذلك ، فليس من الممكن دائمًا التمييز بوضوح بين الذاكرة العرضية والدلالية. لهذا السبب ، لا يزال الموضوع محل جدل ونقاش.

### الألفة والتجزيء في الذاكرة
الحصين الأيمن ضروري لاستعادة الذكريات المكانية المألوفة (familiarity)، في حين أن الحصين الأيسر ضروري لاستعادة الذكريات اللفظية المألوفة. يفترض بعض الباحثين أن الحصين مهم لاسترجاع الذكريات، في حين أن المناطق القشرية المجاورة له يمكن أن تكون مهمة في دعم خلق التآلف لذكريات ما، يتم اتخاذ قرارات الذاكرة فيما يخص الذكريات المألوفة على أساس مطابقة الذكريات الموجودة بالفعل حاليا لتلك التي كانت موجودة في فترة ما سابقة للإصابة (قبل ظهور المرض). وفقا لجيلبو وآخرون ، يمكن للمرضى المصابين بضرر موضعي في الحصين أن يسجلوا نتائج جيدة في اختبار الذكريات المألوفة.
بوريه وآخرون. قاموا بدراسة حالة لمريض، تسبب تلف في القبو الدماغي لديه، في جعل الحصين عديم الفائدة، ولكن نجت المناطق القشرية المجاورة له - وهي إصابة نادرة إلى حد ما. عندما أعطي المريض اختبارًا بشيء يألفه في حياته، كان المريض قادرًا على تسجيل نقاط جيدة نسبيا. بشكل عام، عانى المريض من ضعف شديد في الذاكرة العرضية، ولكن كان لديه بعض القدرة على تعلم بعض المعارف الدلالية. تشير دراسات أخرى إلى أن الحيوانات التي تعاني من إصابات مماثلة يمكن أن تتعرف على الأشياء التي تكون مألوفة لديها ، ولكن عندما يتم عرض الأشياء في سياق غير متوقع، فإنها لا تسجل نتائج جيدة في اختبارات التعرف.

### جزر الذاكرة
المصابون بفقدان الذاكرة التقدمي يعانون من مشكلة تذكر معلومات جديدة أو تذكر أحداث سير ذاتية جديدة ، ولكن المعلومات أقل ثباتًا وجزما فيما يتعلق بالأخير. حيث سجل ميدفيدس و هيرست وجود جزر الذاكرة بذكريات مفصلة تم وصفها من قبل بعض المرضى. كانت ذكريات الجزيرة مزيجًا من الذكريات الدلالية والعرضية. سجل الباحثون روايات طويلة قدمها المرضى مع قدر لا بأس به من التفاصيل التي تشبه الذكريات التي كانت لدى المرضى قبل الصدمة.
يمكن لظهور جزر من الذاكرة أن يكون لها علاقة بأداء ووظائف المناطق القشرية المجاورة للحصين والقشرة المخية الحديثة. بالإضافة إلى ذلك ، يشك الباحثون في أن اللوزة الدماغية لعبت دورًا في بناء تلك الروايات.